# يشار ياكش
يشار ياكش (1938 - 26 يونيو 2024) سياسي تركي. ولد في بلدة آقجة قوجة على البحر الأسود. تقلد منصب وزير الخارجية التركية و كان سفيراً لدى حلف شمال الأطلسي ومصر والسعودية، كما كان عضوًا في حزب العدالة و التنمية.